# Monti Jiugong
I monti Jiugong (cinese semplificato: 九宫山; cinese tradizionale: 九宮山; pinyin: Jiǔgōng Shān) sono una catena montuosa situata nello Hubei meridionale, in Cina.

## Descrizione
Il nome della catena significa «Montagne dei Nove Templi». Geograficamente i monti Jiugong sono una suddivisione dei monti Luoxiao e sono costituiti da crinali orientati all'incirca secondo un asse sud-ovest/nord-est. I monti Jiugong, con l'omonimo parco nazionale (九宫山风景区), sono la principale attrazione turistica della contea di Tongshan nello Hubei.

## Galleria d'immagini
|  |  |